# Christian Pauli (Fußballspieler)
Christian Pauli (* 30. Jänner 1992 in Osnabrück) ist ein deutsch-österreichischer Fußballspieler.

## Karriere
Pauli begann das Fußballspielen beim VfL Büren, wo er auch für die Kreisauswahl Tecklenburger Land gesichtet wurde. Daraufhin wurde der VfL Osnabrück auf ihn aufmerksam, sodass er im Jahre 2005 in die C-Jugend des VfL wechselte und dort die Jugendmannschaften durchlief. Im Sommer 2010 wurde der Mittelstürmer in den Profikader berufen. Fortan spielte er jedoch hauptsächlich in der Oberliga-Mannschaft des VfL. Erst zum Saisonende hin am 16. April 2011 bestritt Pauli, der als Sohn österreichischer Eltern sowohl die deutsche als auch die österreichische Staatsangehörigkeit besitzt, sein erstes Spiel in der 2. Bundesliga, als er bei der Auswärtsniederlage gegen Hertha BSC in der 77. Minute eingewechselt wurde. In seinem vierten Einsatz am 8. Mai 2011 schoss Pauli als Joker vier Minuten nach seiner Einwechslung zuhause gegen den VfL Bochum sein erstes Tor für die Niedersachsen.
Neben seiner Tätigkeit als Fußballspieler absolviert Pauli beim VfL Osnabrück seit 2010 eine Ausbildung zum Sport- und Fitnesskaufmann. Vom Österreichischen Fußball-Bund wurde er im März 2011 zu einem Lehrgang der U-20-Nationalmannschaft eingeladen.
Im Jänner 2013 verlängerte er beim VfL Osnabrück seinen Vertrag bis Ende Juni 2015, wurde jedoch bis zum Saisonende 2012/13 an den Regionalligisten SV Wilhelmshaven ausgeliehen, um mehr Spielpraxis zu sammeln. Im Sommer 2014 löste Pauli seinen Vertrag in Osnabrück auf und wechselte zum Regionalligisten BSV Rehden. Nach einem halben Jahr verließ er auch diesen Verein wieder und ging nach Österreich zum FC Kitzbühel. Mit dem Verein stieg er 2016 aus der Regionalliga West ab.